# 2014年ヨーロッパ野球選手権大会オランダ代表
2014年ヨーロッパ野球選手権大会 オランダ代表(2014ねんヨーロッパやきゅうせんしゅけんたいかい オランダだいひょう)は、2014年に開催された第33回ヨーロッパ野球選手権大会に出場したオランダ代表である。

## 経緯
2012年
- 第32回ヨーロッパ野球選手権大会で2位の成績を納め次大会は予選免除となった。

2014年
- 第1回フランス国際野球大会に出場した後に参加した。第1回フランス国際野球大会に出場したフアン・カルロス・スルバラン、ロジャー・バーナディーナはMLBとの都合上、ケビン・モエスクイット、クエンティン・デクーバはロースターの都合上、出場メンバーから外れた。出場しなかったケビン・ケリー（英語版）がロースターに追加された[1]。
- 1次ラウンドのプールBからの開幕となった。
- 9月12日 - クロアチア戦に19-2で勝利した[2]。
- 9月13日 - チェコ戦に、7-0で勝利した[3]。
- 9月14日 - ギリシャ戦に、11-0で勝利した[4]。
- 9月15日 - スペイン戦に、19-7で勝利した[5]。
- 9月16日 - ロシア戦に、12-1に勝利した[6]。
- 1次ラウンドは、5勝0負の成績を記録した。これにより、2次ラウンド進出を果たした。
- 9月18日 - ドイツ戦に、4-10で勝利した[7]。
- 9月19日 - フランス戦に、14-5で勝利した[8]。
- 9月20日 - イタリア戦に、0-5で勝利した[9]。
- 2次ラウンドは、5勝0負の成績を収めた。これにより、決勝に進出した。
- 9月21日 - イタリア代表との決勝戦に、6-3で勝利した[10]。これによりオランダ代表は、大会の記録である自国の20回の優勝を塗り替える3大会振り21度目の優勝を果たした[11]。

## 試合結果

### 1次ラウンド
| 2014年9月12日 | オランダ | 19 – 2 | クロアチア | Ostrava, Arrows Ostrava 観客数：115人 |
| 2014年9月12日 | 詳細     |        |            | Ostrava, Arrows Ostrava 観客数：115人 |

| 2014年9月13日 | オランダ | 7 – 0 | チェコ | Ostrava, Arrows Ostrava 観客数：580人 |
| 2014年9月13日 | 詳細     |       |        | Ostrava, Arrows Ostrava 観客数：580人 |

| 2014年9月14日 | オランダ | 11 – 0 | ギリシャ | Ostrava, Arrows Ostrava 観客数：92人 |
| 2014年9月14日 | 詳細     |        |          | Ostrava, Arrows Ostrava 観客数：92人 |

| 2014年9月15日 | オランダ | 19 – 7 | スペイン | Ostrava, Arrows Ostrava 観客数：123人 |
| 2014年9月15日 | 詳細     |        |          | Ostrava, Arrows Ostrava 観客数：123人 |

| 2014年9月16日 | オランダ | 12 – 1 | ロシア | Ostrava, Arrows Ostrava 観客数：290人 |
| 2014年9月16日 | 詳細     |        |        | Ostrava, Arrows Ostrava 観客数：290人 |

### 2次ラウンド
| 2014年9月18日 | ドイツ | 4 – 10 | オランダ | MBS, Brno 観客数：280人 |
| 2014年9月18日 | 詳細   |        |          | MBS, Brno 観客数：280人 |

| 2014年9月19日 | オランダ | 14 – 5 | フランス | MBS, Brno 観客数：200人 |
| 2014年9月19日 | 詳細     |        |          | MBS, Brno 観客数：200人 |

| 2014年9月20日 | イタリア | 0 – 5 | オランダ | MBS, Brno 観客数：410人 |
| 2014年9月20日 | 詳細     |       |          | MBS, Brno 観客数：410人 |

### 優勝決定戦
| 2014年9月21日 | オランダ | 6 – 3 | イタリア | MBS, Brno 観客数：840人 |
| 2014年9月21日 | 詳細     |       |          | MBS, Brno 観客数：840人 |

## 代表選手
以下が代表選手であり、所属は同大会期間中のものとする。
| ポジション | 背番号 | 氏名                       | 英語表記            | 所属球団                                       | 投 | 打 | 備考 |
| ---------- | ------ | -------------------------- | ------------------- | ---------------------------------------------- | -- | -- | ---- |
| 監督       |        | スティーブ・ヤンセン       | Steve Janssen       |                                                |    |    |      |
| 投手       |        | アーシュウィン・アシェス   | Arshwin Asjes       | コレンドン・キンヘイム                         | 右 | 右 |      |
| 投手       |        | デビッド・バーグマン       | David Bergman       | コレンドン・キンヘイム                         | 右 | 右 |      |
| 投手       |        | マイク・ボルセンブローク   | Mike Bolsenbroek    | レーゲンスブルク・レギオネーレ                 | 右 | 右 |      |
| 投手       |        | ロブ・コルデマンス         | Rob Cordemans       | L&Dアムステルダム・パイレーツ                  | 右 | 右 |      |
| 投手       |        | ウェンデル・フロラヌス     | Wendell Floranus    | ボルチモア・オリオールズ傘下                   | 右 | 右 |      |
| 投手       |        | ケビン・ベジスティック     | Kevin Heijstek      | L&Dアムステルダム・パイレーツ                  | 右 | 右 |      |
| 投手       |        | ケビン・ケリー             | Kevin Kelly         | DOORネプテューヌス                             | 右 | 右 |      |
| 投手       |        | ジュリアン・コックス       | Jurrian Koks        | L&Dアムステルダム・パイレーツ                  | 右 | 右 |      |
| 投手       |        | ディエゴマー・マークウェル | Diegomar Markwell   | DOORネプテューヌス                             | 左 | 左 |      |
| 投手       |        | トム・ストイフバーゲン     | Tom Stuifbergen     | コレンドン・キンヘイム                         | 右 | 右 |      |
| 投手       |        | オーランド・イェンテマ     | Orlando Yntema      | DOORネプテューヌス                             | 右 | 右 |      |
| 捕手       |        | ジアニソン・ボックハウト   | Gianison Boekhoudt  | DOORネプテューヌス                             | 右 | 右 |      |
| 捕手       |        | ダシェンコ・リカルド       | Dashenko Ricardo    | コレンドン・キンヘイム                         | 右 | 右 |      |
| 捕手       |        | ショーン・ザラーガ         | Shawn Zarraga       | ミルウォーキー・ブルワーズ傘下                 | 右 | 右 |      |
| 内野手     |        | ユレンデル・デキャスター   | Yurendell de Caster | セントマリア・パイレーツ                       | 右 | 右 |      |
| 内野手     |        | マイケル・ダースマ         | Michael Duursma     | L&Dアムステルダム・パイレーツ                  | 右 | 右 |      |
| 内野手     |        | シャーロン・スコープ       | Sharlon Schoop      | ボルチモア・オリオールズ傘下                   | 右 | 右 |      |
| 内野手     |        | クルト・スミス             | Curt Smith          | セントルイス・カージナルス傘下                 | 右 | 右 |      |
| 内野手     |        | ヘインリー・スタティア     | Hainley Statia      | ミルウォーキー・ブルワーズ傘下                 | 右 | 両 |      |
| 内野手     |        | ニック・ウルバヌス         | Nick Urbanus        | テキサス・レンジャース傘下                     | 右 | 両 |      |
| 外野手     |        | ギルマー・ランプ           | Gilmer Lampe        | UVV                                            | 右 | 右 |      |
| 外野手     |        | ランドルフ・オドゥバー     | Randolph Oduber     | ワシントン・ナショナルズ傘下                   | 右 | 左 |      |
| 外野手     |        | ダニー・ロンブリー         | Danny Rombley       | ファーセン・ピオニールス                       | 右 | 右 |      |
| 外野手     |        | カリアン・サムス           | Kalian Sams         | トップコー・サイエンティフィック・ファルコンズ | 右 | 右 |      |